# Grand Prix automobile de Hongrie 1998
GP précédent GP suivant
Le Grand Prix automobile de Hongrie 1998 (Marlboro Magyar Nagydíj 1998), disputé sur le Hungaroring (à 19 km de Budapest) le 16 août 1998, est la 626e épreuve du championnat du monde de Formule 1 courue depuis 1950 et la douzième manche du championnat 1998.

## Classement
| Pos. | No | Pilote                | Écurie              | Tours | Temps/Abandon                      | Grille | Points |
| ---- | -- | --------------------- | ------------------- | ----- | ---------------------------------- | ------ | ------ |
| 1    | 3  | Michael Schumacher    | Ferrari             | 77    | 1 h 45 min 25 s 550 (173,887 km/h) | 3      | 10     |
| 2    | 7  | David Coulthard       | McLaren-Mercedes    | 77    | + 9 s 433                          | 2      | 6      |
| 3    | 1  | Jacques Villeneuve    | Williams-Mecachrome | 77    | + 44 s 444                         | 6      | 4      |
| 4    | 9  | Damon Hill            | Jordan-Mugen-Honda  | 77    | + 55 s 076                         | 4      | 3      |
| 5    | 2  | Heinz-Harald Frentzen | Williams-Mecachrome | 77    | + 56 s 510                         | 7      | 2      |
| 6    | 8  | Mika Häkkinen         | McLaren-Mercedes    | 76    | + 1 tour                           | 1      | 1      |
| 7    | 14 | Jean Alesi            | Sauber-Petronas     | 76    | + 1 tour                           | 11     |        |
| 8    | 5  | Giancarlo Fisichella  | Benetton-Playlife   | 76    | + 1 tour                           | 8      |        |
| 9    | 10 | Ralf Schumacher       | Jordan-Mugen-Honda  | 76    | + 1 tour                           | 10     |        |
| 10   | 15 | Johnny Herbert        | Sauber-Petronas     | 76    | + 1 tour                           | 15     |        |
| 11   | 16 | Pedro Diniz           | Arrows              | 74    | + 3 tours                          | 12     |        |
| 12   | 11 | Olivier Panis         | Prost-Peugeot       | 74    | + 3 tours                          | 20     |        |
| 13   | 19 | Jos Verstappen        | Stewart-Ford        | 74    | + 3 tours                          | 17     |        |
| 14   | 21 | Toranosuke Takagi     | Tyrrell-Ford        | 74    | + 3 tours                          | 18     |        |
| 15   | 22 | Shinji Nakano         | Minardi-Ford        | 74    | + 3 tours                          | 19     |        |
| Abd. | 6  | Alexander Wurz        | Benetton-Playlife   | 69    | Boîte de vitesses                  | 9      |        |
| Abd. | 18 | Rubens Barrichello    | Stewart-Ford        | 54    | Boîte de vitesses                  | 14     |        |
| Abd. | 12 | Jarno Trulli          | Prost-Peugeot       | 28    | Moteur                             | 16     |        |
| Abd. | 17 | Mika Salo             | Arrows              | 18    | Boîte de vitesses                  | 13     |        |
| Abd. | 4  | Eddie Irvine          | Ferrari             | 13    | Boîte de vitesses                  | 5      |        |
| Abd. | 23 | Esteban Tuero         | Minardi-Ford        | 13    | Moteur                             | 21     |        |
| Nq.  | 20 | Ricardo Rosset        | Tyrrell-Ford        |       | Non qualifié                       |        |        |

## Pole position et record du tour
- Pole position : Mika Häkkinen en 1 min 16 s 973 (vitesse moyenne : 185,582 km/h).
- Meilleur tour en course : Michael Schumacher en 1 min 19 s 286 au 60e tour (vitesse moyenne : 180,168 km/h).

## Tours en tête
- Mika Häkkinen : 46 (1-46)
- Michael Schumacher : 31 (47-77)

## Statistiques
- 32e victoire pour Michael Schumacher.
- 118e victoire pour Ferrari en tant que constructeur.
- 118e victoire pour Ferrari en tant que motoriste.
- Les problèmes de boîte de vitesses de la voiture de Mika Häkkinen permettent à Michael Schumacher de gagner la course après être passé sur une stratégie à trois arrêts au stand orchestrée par le tacticien Ross Brawn.

## Classements généraux à l'issue de la course
| Pos. | Pilote                | Écurie              | Points |
| ---- | --------------------- | ------------------- | ------ |
| 1    | Mika Häkkinen         | McLaren-Mercedes    | 77     |
| 2    | Michael Schumacher    | Ferrari             | 70     |
| 3    | David Coulthard       | McLaren-Mercedes    | 48     |
| 4    | Eddie Irvine          | Ferrari             | 32     |
| 5    | Jacques Villeneuve    | Williams-Mecachrome | 20     |
| 6    | Alexander Wurz        | Benetton-Playlife   | 17     |
| 7    | Giancarlo Fisichella  | Benetton-Playlife   | 15     |
| 8    | Heinz-Harald Frentzen | Williams-Mecachrome | 10     |
| 9    | Damon Hill            | Jordan-Mugen-Honda  | 6      |
| 10   | Rubens Barrichello    | Stewart-Ford        | 4      |
| 11   | Ralf Schumacher       | Jordan-Mugen-Honda  | 4      |
| 12   | Jean Alesi            | Sauber-Petronas     | 3      |
| 13   | Mika Salo             | Arrows              | 3      |
| 14   | Johnny Herbert        | Sauber-Petronas     | 1      |
| 15   | Pedro Diniz           | Arrows              | 1      |
| 16   | Jan Magnussen         | Stewart-Ford        | 1      |

| Pos. | Écurie              | Points |
| ---- | ------------------- | ------ |
| 1    | McLaren-Mercedes    | 125    |
| 2    | Ferrari             | 102    |
| 3    | Benetton-Playlife   | 32     |
| 4    | Williams-Mecachrome | 30     |
| 5    | Jordan-Mugen-Honda  | 10     |
| 6    | Stewart-Ford        | 5      |
| 7    | Arrows              | 4      |
| 8    | Sauber-Petronas     | 4      |